# Brotha Lynch Hung
Pour les articles homonymes, voir BLH.
Brotha Lynch Hung ou BLH, de son vrai nom Kevin James Mann (né le 10 janvier 1972 à Sacramento, en Californie), est un rappeur et producteur américain. Depuis la publication de son premier EP 24 Deep en 1993, Brotha Lynch Hung compte 2,7 millions d'albums vendus indépendamment en 2010 et est considéré par la presse spécialisée comme innovateur dans la catégorie horrorcore et pionnier du genre.

## Biographie

### Jeunesse
Brotha Lynch Hung est né le 10 janvier 1972 à Sacramento, en Californie. Il commence à rapper à l'âge de treize ans, pour son propre compte, sous le nom d'Ice Cold. En s'identifiant en tant que solitaire, le fait d'écrire des rimes est pour lui la seule manière d'être écouté par autrui. Il fait rapidement des battles un peu partout dans la ville. Son habileté à « exécuter » ses concurrents lui vaut son surnom Brotha Lynch Hung, donné par son demi-frère Sicx. De par son enfance passée dans le quartier nommé Garden Blocc, il rejoint plus tard un gang local des Crips et rappe pour son propre compte en y exposant sa vie de gangster, particulièrement dans ses premiers albums. Ses références sont Rakim ou encore Slick Rick.

### Débuts et succès (1991–2008)
Il développe graduellement son propre style de rap, en le gardant le plus réel possible. À l'âge de 17 ans, il crée son premier groupe avec X-Raided et Sicx, Street Talk Crew, en gardant le type Crips venu de leur quartier. Ensemble, ils enregistrent quelques albums indépendants, comme Niggas in Black, l'un de leurs premiers, enregistré en 1991. D'ailleurs, Brotha Lynch Hung décrit cet album comme l'un des meilleurs travaux qu'il a faits. Deux ans après Street Talk Crew, X-Raided se voit inculpé dans le meurtre de Patricia Harris. Il est condamné à 31 ans de prison ; le groupe est dissous. En 1993, Brotha Lynch Hung signe avec Cedric Singleton, le directeur exécutif de Black Market Records. Il y enregistre son premier EP, 24 Deep qui est classé 91e des Billboard R&B Albums,,.
Son album Season of da Siccness, publié le 28 février 1995, décrit une vie de drogue, d'adultères, de viols, de violences et quelques références au cannibalisme,. Ceci n'empêchera pas qu'il soit certifié disque d'or. Cet album fait du chanteur un adversaire important sur la scène du hip-hop underground de la côte Ouest.

### Strange Music (depuis 2009)
En mai 2009, Brotha Lynch Hung signe un arrangement avec Tech N9ne et son label Strange Music, après des mois de rumeurs. À la suite de cet arrangement, le rappeur sort un nouvel album, Dinner and a Movie, en mars 2010.
En 2011, Brotha Lynch Hung publie un nouvel album, Coathanga Strangla, comprenant des featurings avec Tech N9ne, COS, CrookWood ou encore Mr. Blap. Brotha Lynch Hung fait également une apparition, avec son demi-frère, dans le film Now Eat. Il a fait plus de 100 featurings avec différents artistes.

## Discographie

### Albums studio
- 1993 : 24 Deep
- 1995 : Season of da Siccness
- 1997 : Loaded
- 2000 : EBK4
- 2001 : The Virus
- 2002 : Appearances: Book 1
- 2003 : Lynch by Inch: Suicide Note
- 2007 : The Ripgut Collection
- 2009 : The Gas Station
- 2010 : Dinner and A Movie
- 2011 : Coathanga Strangla
- 2013 : mannibalector

### Albums collaboratifs
- 1995 : Mr. Doctor: Setripn' Bloccstyle (Brotha Lynch Hung Presents)
- 1998 : Nigga Deep (avec Sicx)
- 2001 : Trigganometry (avec C.O.S.)
- 2001 : Blocc Movement (avec C-Bo)
- 2002 : The Plague (avec Doomsday Productions)
- 2004 : The Uthanizm (avec Tall Cann G)
- 2004 : Siccmixx: Our Most Gangsta Hits (avec Doomsday Productions)
- 2006 : The New Season (avec MC Eiht)
- 2007 : The Fixxx (avec C.O.S)
- 2009 : Suspicion Vol. 2 (avec C.O.S)

### Musique de film
- 2000 : Now Eat: The Album (en collaboration avec plusieurs artistes)

## Filmographie
- 2000 : Now Eat: The Movie